# 시드니 센트럴역
센트럴 기차역(Central railway station)은 오스트레일리아 뉴사우스웨일스 주 시드니의 시드니 중심 업무 지구의 남쪽끝 부분에 위치한 철도역이다. 이 역은 뉴사우스 웨일스 주에서 가장 크고 가장 혼잡한 기차역이다. 시드니 트레인스(Sydney Trains) 네트워크의 거의 모든 노선이 운행하며, NSW 트레인링크(NSW TrainLink)의 주요 종착지이다. 실제 이용객 수는 2013년에 1135만명이었다.
센트럴 역은 서쪽의 레일웨이 스퀘어와 피트가(Pitt Street), 북쪽의 에디 애비뉴(Eddy Avenue), 동쪽의 엘리자베스가(Elizabeth Street) 및 남쪽의 데번셔 거리 터널(Devonshire Street Tunnel)에서 경계를 이루는 헤이마켓, 서리힐스 및 중심 업무 지구를 구분하는 대도시 블록을 차지한다.

## 승강장 및 운행계통

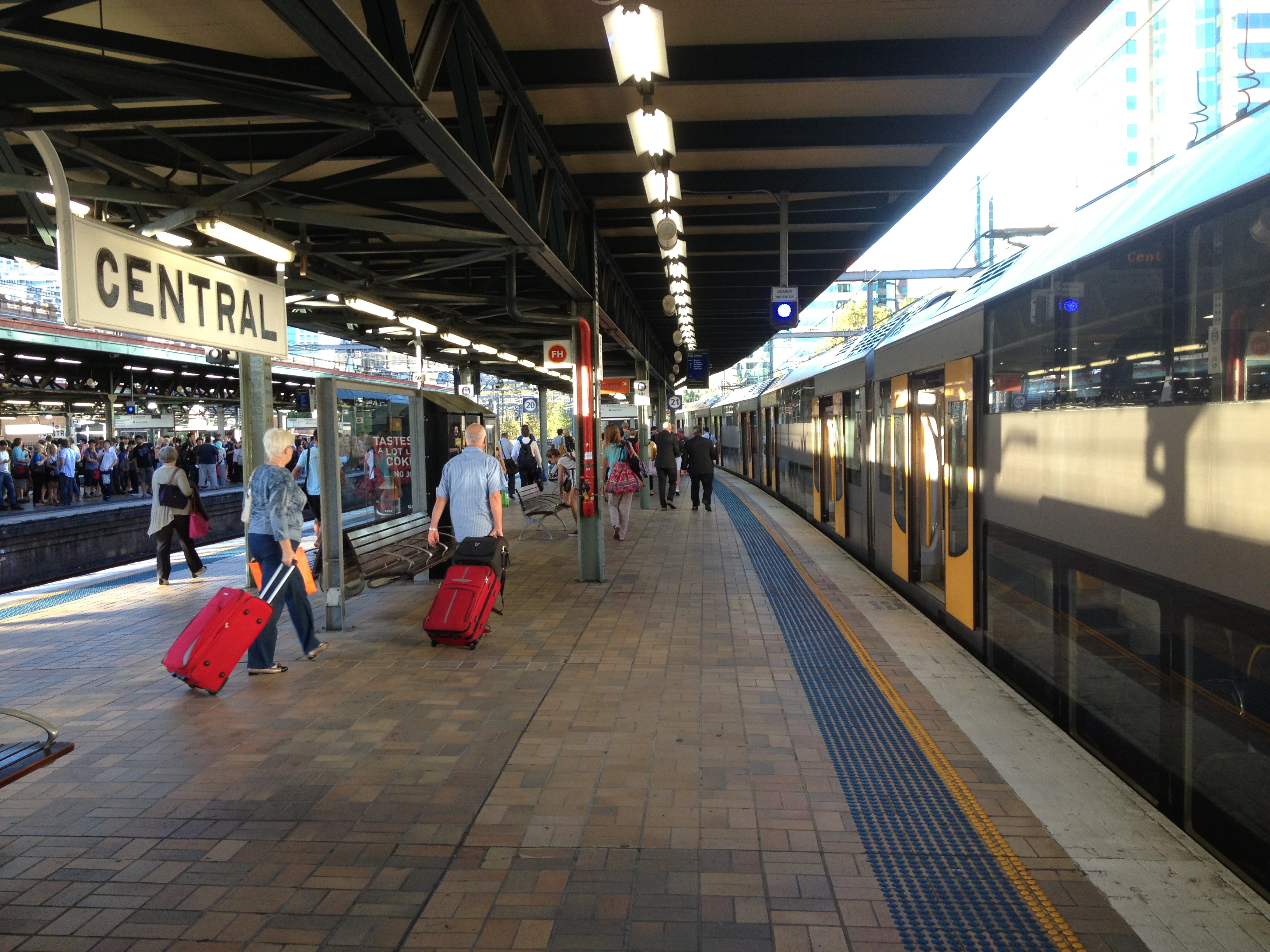
2013년 센트럴 역의 20,21번 승강장

센트럴 역은 컴버랜드 선과  칼링포드 선을 제외한 모든 시드니 교외 노선이 운행한다. 모든 장거리 NSW 트레인링크 XPT 및 익스플로러(Xplorer)와 그래이트 서던 레일 "인디안 퍼시픽"은 센트럴 역에서 종착한다. 일반적으로 1~3번 승강장을 사용하는데, "인디언 퍼시픽"이 역에 2,3번 승강장 모두를 차지할 때, 일부 NSW 트레인링크 지역 운행은 4~6번 승강장을 사용한다.
시드니 메트로 시티 & 사우스웨스트 건설 공사의 영향으로 13, 14, 15번 승강장이 차단되었다.
승강장은 1부터 25까지 번호가 매겨지며 1번은 서쪽 승강장이고 25는 동쪽 승강장 중 하나이다. 일반적으로 각 승강장을 사용하는 운행 계통은 다음과 같다.
- 1~3번 승강장
  -  노스 코스트 리전  : 그래프턴, 카지노, 브리즈번 / 1~15번 승강장은 터미널 승강장이다.
  -  노스 웨스턴 리전  : 알미데일, 모리
  -  서던 리전  : 캔버라, 그리피스, 멜버른
  -  웨스턴 리전  : 더보, 브로큰힐
  - 인디언 퍼시픽 : 퍼스, 브로큰힐, 애들레이드
- 4~15번 승강장
  -  CCN  : 스트래스필드 - 고스포드, 와이용, 뉴캐슬
  -  BMT  : 스프링우드, 카툼바, 마운트 빅토리아, 리스고, 배터스트
  -  SCO  : 카이애머
  -  SHL  : 모스 발, 골번 (퇴근 시간대)
  -  T7  : 올림픽 파크 (경기 일정 전용)
- 16번 승강장
  -  T1  : 고든-비로라 / 고든 또는 매쿼리 대학역-혼스비
  -  CCN  : 고든-와이용, 뉴캐슬. 고스포드 (퇴근 시간대)
- 17번 승강장
  -  T8  : 타운 홀-시티 서클
  -  T3  : 타운 홀-시티 서클
- 18번 승강장
  -  T1  : 에핑, 리치먼드, 에뮤 플레인즈 / 스트래스필드-혼스비 (심야 주말 운행)
- 19번 승강장
  -  T2  : 그랜빌-레핑튼, 캠프벨타운 / 그랜빌-맥아더 (퇴근 시간대 급행 연장)
  -  T3  : 뱅스타운-리버풀
- 20번 승강장
  -  T3  : 박물관-시티 서클
- 21번 승강장
  -  T2  : 박물관-시티 서클
- 22번 승강장
  -  T8  : 시덴햄, 이스트 힐스 - 맥아더 (퇴근 시간대)
  -  T3  : 뱅스타운-리드컴, 리버풀
- 23번 승강장
  -  T8  : 시드니 공항-킹스그로브, 리비스비, 캠프벨타운, 맥아더
- 24번 승강장
  -  T4  : 본디 정션
  -  SCO  : 본디 정션
- 25번 승강장
  -  T4  : 허스트빌 - 크로뉼라, 워터폴 / 헬렌스버러 (오후 시간대 연장)
  -  SCO  : 울룬공, 포트 킴블라, 탑토, 카이애머
- 26~27번 승강장
  - 사용되지 않음. 주박용으로 사용됨.

## 열차 안내판

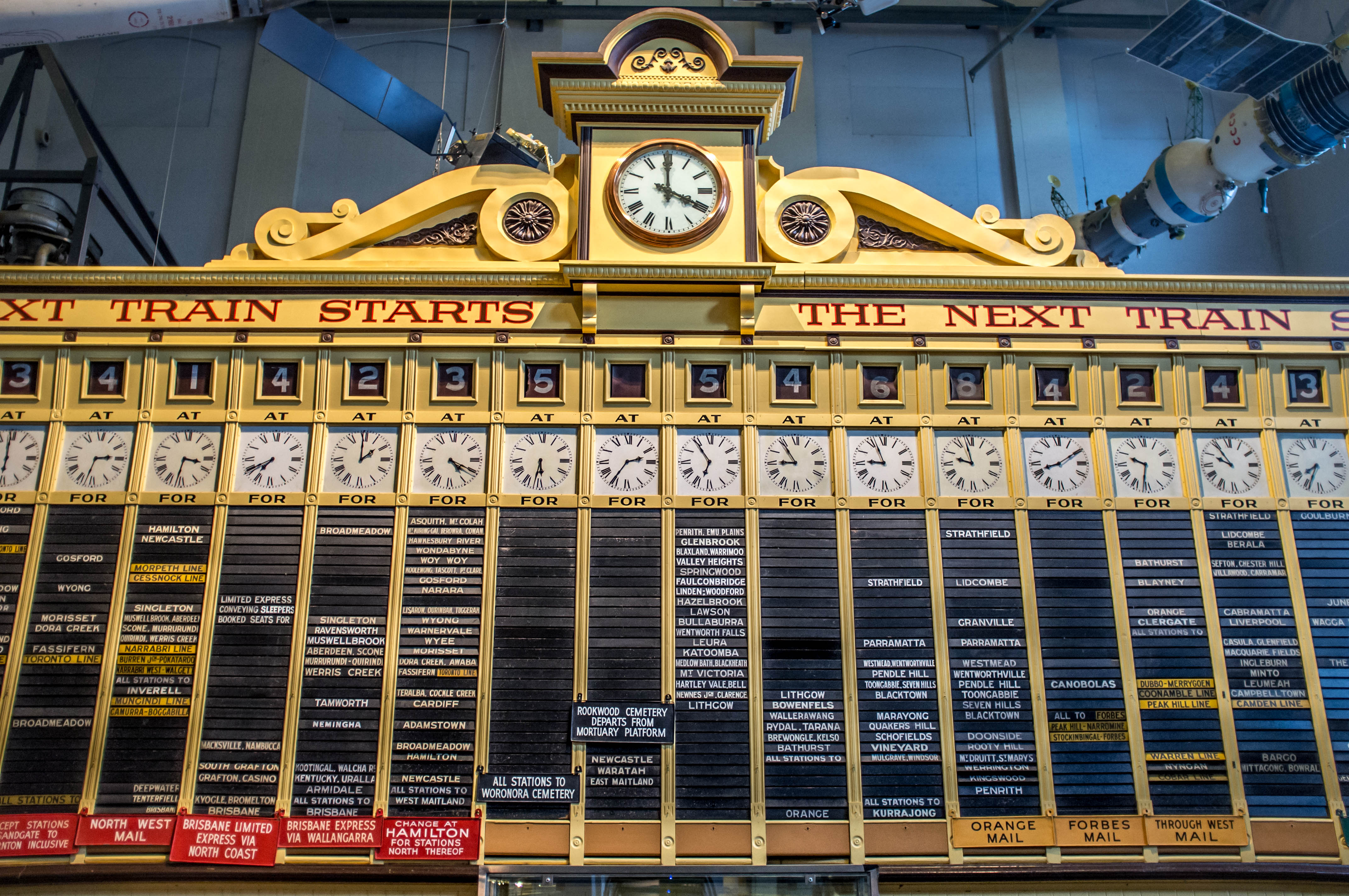
현재 파워하우스 박물관에 보존된 1906년의 센트럴 역 안내판

개장당시 센트럴 역에는 22개의 수직 패널이 있는 열차 안내판이 있었다. 이 안내기는 1982년 6월에 컴퓨터 스크린으로 교체되고, 원래의 안내판은, 파워하우스 박물관에 보존되었다. 2015년 6월 11-미터-long (36 ft) 길이의 새로운 안내판이 원래의 안내판과 동일한 지반에 있는 메인 광장에 설치되었다.

## 연결 교통

### 라이트 레일

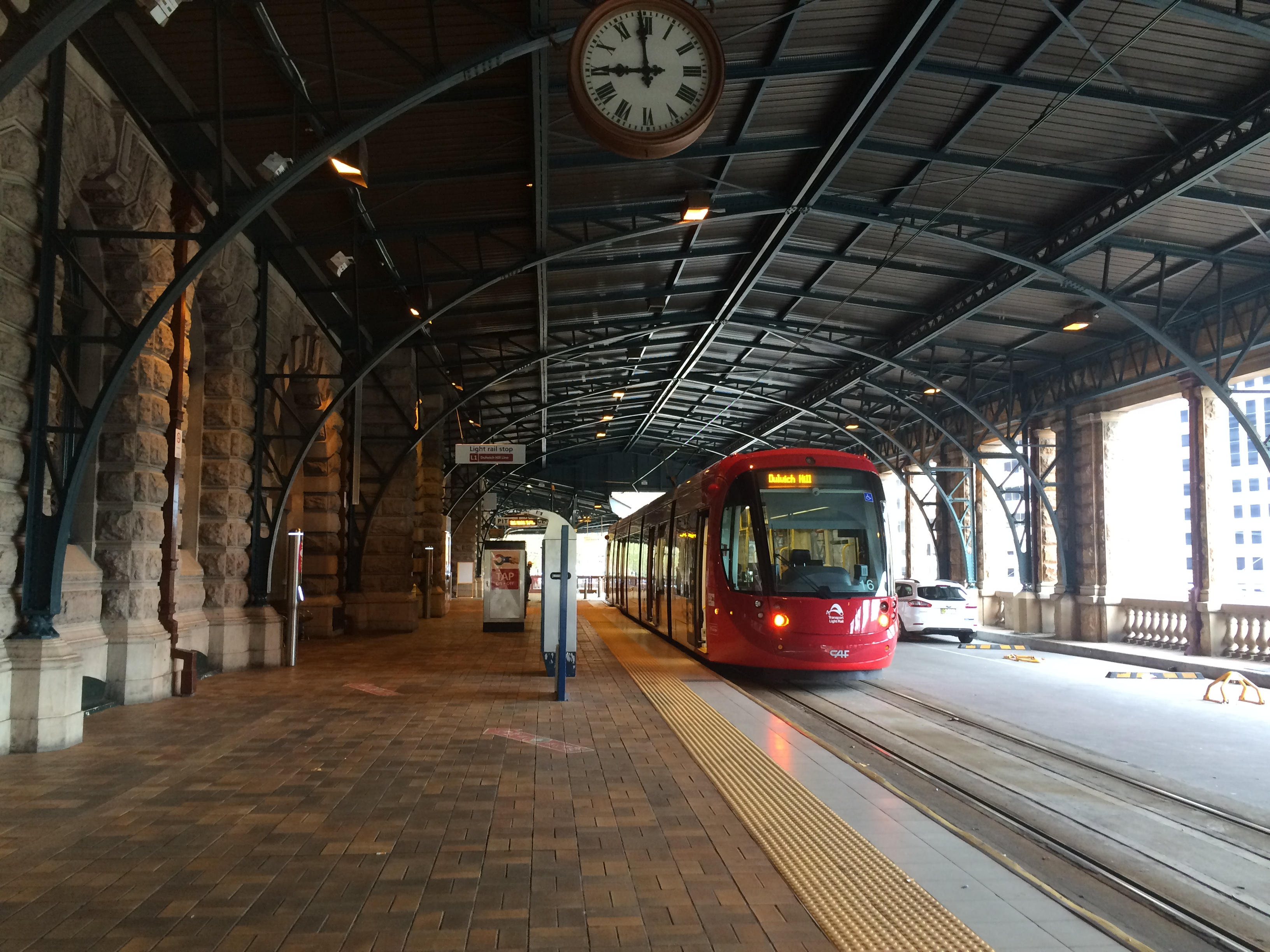
센트럴 역 앞의 이너 웨스트 라이트 레일

센트럴 역은 차이나타운, 달링 하버(Darling Harbour), 피몬트(Pyrmont) 및 서부 교외 지역으로 운행되는 덜리치 힐 선(Dulwich Hill Line)의 동부 종착역이다. 라이트 레일 정류장은 주요 대기 지역 및 출발 홀 근처의 바깥 광장 지역에 있다. 이 지역은 원래 전차를 위해 설계되었으며, 서비스가 철회된 1958년까지 전차에서 사용되었다. 이 노선은 철도 콜로네이드(Railway Colonnade)로 알려졌다. 라이트 레일 운행은 시계 방향이지만, 전차는 시계 반대 방향으로 운행한다.
서큘러 키(Circular Quay)에서 센트럴 역을 거쳐 킹스포드(Kingsford) 및 랜드윅(Randwick)으로 가는 CBD & 사우스이스트 라이트 레일 건설이 2015년에 시작되었다. 정류장은 로손 플레이스(Rawson Place)와 찰머스가(Chalmers St)에 있다.

### 시내 버스
많은 버스 운행이 인접한 에디 애비뉴(Eddy Avenue) 또는 가까운 엘리자베스가(Elizabeth Street) 또는 레일웨이 스퀘어(Railway Square)에서 출발한다.

### 장거리 버스
장거리 버스 노선은 웨스턴 포코트(western forecourt)와 피트가(Pitt Street)에서 출발한다. 해당 버스 사업자는 아래와 같다.
- 오스트레일리아 와이드 코치스(Australia Wide Coaches) : 오렌지 행
- 파이어플라이 익스프레스(Firefly Express) : 멜버른, 멜버른-애들레이드 행[6]
- 그레이하운드 오스트레일리아(Greyhound Australia) : 브리즈번, 바이런베이, 캔버라,멜버른 행
- 머레이스(Murrays) : 캔버라 행
- 포트 스테판스 코치스(Port Stephens Coaches) : 핀갈 베이 행
- 프리미어 모터 서비스(Premier Motor Service) : 브리즈번, 에덴[7]

## 데번셔가 터널
1906년에 센트럴 역이 세워진 후, 옛 역 북쪽의 데번셔가 터널(Devonshire Street Tunnel)이 지하도가 되었다. 지하도는 보행자가 철도 광장 및 찰머스가에서 동쪽의 "교외"구역으로 이동할 수 있게 해준다. 터널은 얼티모(Ultimo) 및 달링 하버(Darling Harbour)의 공원 및 보행로 경로인 The Goods Line에 연결된다.

## 같이 보기
- 시드니 라이트 레일
- 시드니 노면전차

## 참고 문헌
- McKillop, Robert; Ellsmore, Donald; Oakes, John (2008). 《A Century of Central》. Australian Railway Historical Society. ISBN 978-0-9757870-6-9.